# Punta de Carretera
Punta de Carretera  es una localidad uruguaya del departamento de Tacuarembó.

## Ubicación
La localidad se encuentra situada en la zona este del departamento de Tacuarembó, sobre la cuchilla del Hospital, al este de arroyo Bañado de los Cinco Sauces, y sobre la ruta 26, en su km 328.5. Dista 20 km de la localidad de Las Toscas de Caraguatá, y 95 km de la capital departamental Tacuarembó.

## Población
Según el censo del año 2011, la localidad contaba con una población de 110 habitantes.
| --            | -- | 110 |
| (Fuente: INE) |    |     |